# Harubala
Harubala is een bestuurslaag in het regentschap Flores Timur van de provincie Oost-Nusa Tenggara, Indonesië. Harubala telt 501 inwoners (volkstelling 2010).